# Tillman Schulz

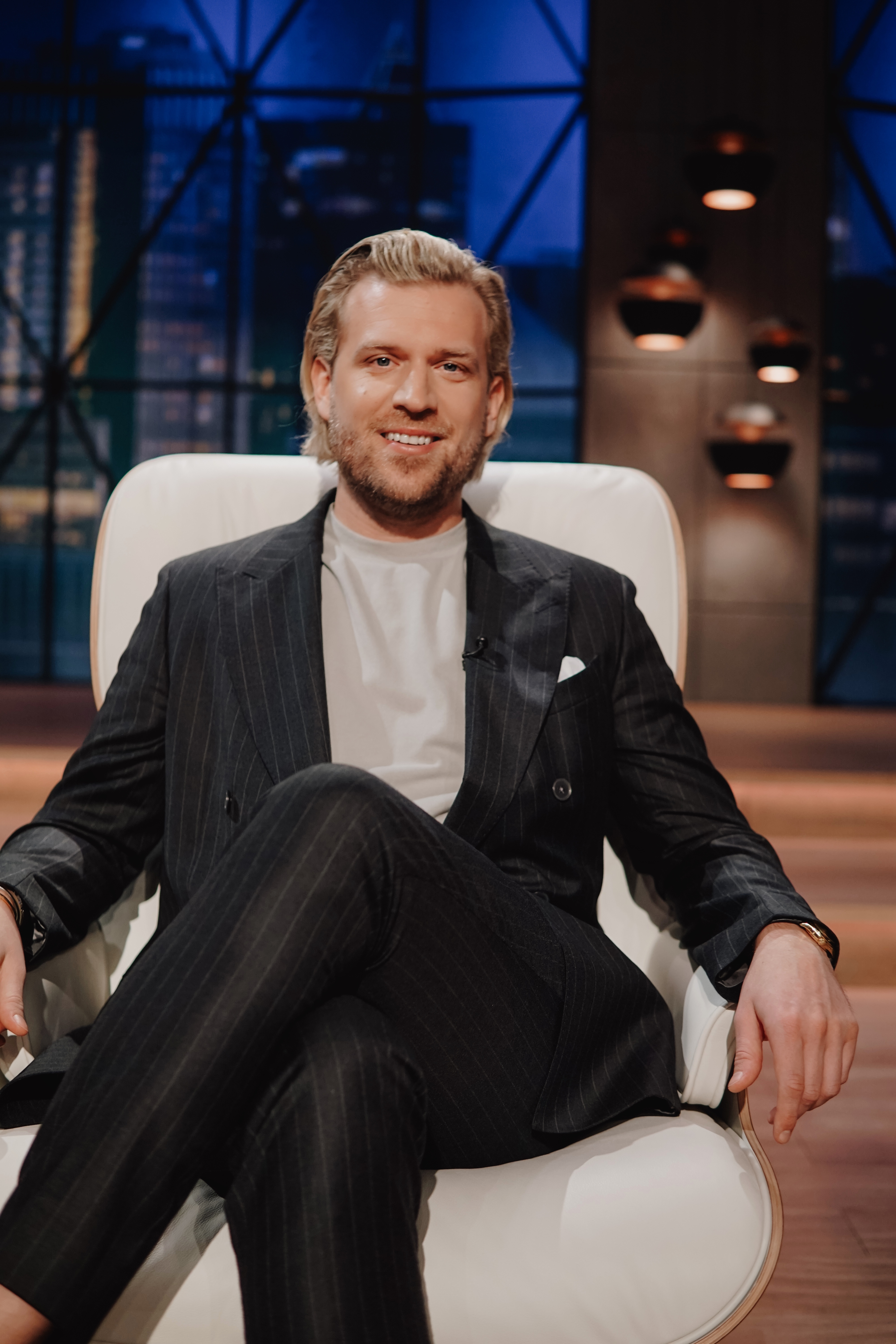
Tillman Schulz auf dem Investorensessel von Die Höhle der Löwen

Tillman Schulz (* 10. September 1989 in Dortmund) ist ein deutscher Unternehmer und Investor in der Sendung Höhle der Löwen.

## Werdegang
Tillman Schulz absolvierte sein Abitur in Dortmund und schloss eine Lehre als Bankkaufmann ab. 2012 stieg er in das Familienunternehmen MDS Holding ein. 2015 gründete er sein erstes eigenes Unternehmen, Motido. 2020 wurde er Inhaber und Geschäftsführer des Lebensmittelherstellers MDS Holding.
Seit der ab April 2023 ausgestrahlten 13. Staffel gehört Schulz zu den Investoren der Vox-Gründershow Die Höhle der Löwen, bei der Projekte bewertet und über ein Investment entschieden wird. Anfang 2024 war er Teilnehmer der 17. Staffel in der RTL-Tanzshow Let's Dance.
Seit September 2024 ist Schulz Gast-Investor bei der vietnamesischen Version der Höhle der Löwen, Shark Tank Vietnam.
Tillman Schulz ist verheiratet und hat zwei Kinder.